# Aglianese Calcio 2003-2004
Questa voce raccoglie le informazioni riguardanti  l'Aglianese Calcio nelle competizioni ufficiali della stagione 2003-2004.

## Rosa
| N. |                         | Ruolo | Calciatore         |
| -- | ----------------------- | ----- | ------------------ |
|    | Italia (bandiera)       | C     | Paolo Andreotti    |
|    | Italia (bandiera)       | C     | Luca Balducci      |
|    | Sierra Leone (bandiera) | C     | Momoh Bangura      |
|    | Italia (bandiera)       | C     | Riccardo Barbini   |
|    | Italia (bandiera)       | A     | Simone Basso       |
|    | Italia (bandiera)       | P     | Nicholas Caglioni  |
|    | Italia (bandiera)       | D     | Matteo Camillini   |
|    | Italia (bandiera)       | D     | Michele Cammillini |
|    | Italia (bandiera)       | D     | Sergio Carnesalini |
|    | Italia (bandiera)       | C     | Davide Centi       |
|    | Italia (bandiera)       | A     | Nicola Chicco      |
|    | Italia (bandiera)       | A     | Lorenzo Damiano    |
|    | Italia (bandiera)       | D     | Alessandro Fogacci |
|    | Italia (bandiera)       | D     | Marco Francini     |

| N. |                   | Ruolo | Calciatore       |
| -- | ----------------- | ----- | ---------------- |
|    | Italia (bandiera) | C     | Simone Guerri    |
|    | Italia (bandiera) | C     | Mirko Maretti    |
|    | Italia (bandiera) | A     | Tommaso Porfido  |
|    | Italia (bandiera) | C     | Pietro Rubino    |
|    | Italia (bandiera) | C     | Manuel Saccani   |
|    | Italia (bandiera) | A     | Cosimo Sarli     |
|    | Italia (bandiera) | A     | Dino Sicuranza   |
|    | Italia (bandiera) | C     | Gianluca Sordo   |
|    | Italia (bandiera) | D     | Daniele Taschini |
|    | Italia (bandiera) | P     | Riccardo Vicini  |
|    | Italia (bandiera) | C     | Gianluca Viscido |
|    | Italia (bandiera) | A     | Luca Zattini     |
|    | Italia (bandiera) | A     | Marzio De Vita   |